# زمین‌لرزه اکوادور
زمین‌لرزه اکوادور ممکن است به یکی از موارد زیر اشاره داشته باشد:
- زمین‌لرزه ۱۹۴۲ اکوادور
- زمین‌لرزه ۱۹۷۱ اکوادور
- زمین‌لرزه ۱۹۹۶ اکوادور
- زمین‌لرزه ۱۹۹۵ اکوادور
- زمین‌لرزه ۱۹۲۴ اکوادور
- زمین‌لرزه ۱۹۹۸ اکوادور